# Wolf-Rüdiger Weisbach
Wolf-Rüdiger Weisbach (* 1941 in Sackisch, Landkreis Glatz, Provinz Niederschlesien) ist ein deutscher Allgemein- und Sportmediziner und war Landarzt in Windeck-Herchen. Für sein berufliches und ehrenamtliches Engagement erhielt er im November 2011 das Bundesverdienstkreuz am Bande.

## Leben
Wolf-Rüdiger Weisbach kam mit seiner Familie als Vertriebener 1946 nach Herchen. Er studierte Medizin und wurde 1968 bei Hans Rohr an der Universität Bonn promoviert.
Nach seiner Approbation 1969 erhielt Weisbach eine die chirurgische Ausbildung im Krankenhaus Siegburg und arbeitete in der Inneren Medizin in den Krankenhäusern Siegburg und Troisdorf. Er bildete sich u. a. in Psychosomatik bei Professor Luban Plozza in Locarno weiter. 1976 erwarb er das Sportarztdiplom. 1972 übernahm er die Hausarztpraxis, die sein Vater Max Weisbach 1946 gegründet hatte.
Weisbach war seit 2003 Lehrbeauftragter an der Rheinischen Friedrich-Wilhelms-Universität Bonn, war von 2004 bis 2009 an der Gestaltung des Seminarkonzepts und der Entwicklung des Fachs Allgemeinmedizin beteiligt und von 2001 bis 2012 Vorsitzender der Ärztekammer des Rhein-Sieg-Kreises, bis 4/21 des stellvertr. Vors. Seit 2010 ist er nicht mehr in eigener Praxis tätig. Er betätigt sich publizistisch  als Buchautor und Verfasser von zahlreichen Beiträgen in Zeitschriften. Künstlerisch bearbeitet er umweltbezogene Themen, zuletzt Skizzen und Grafiken  zum „Baumsterben“.
Weisbach veröffentlichte medizinische Fachbücher sowie Fachbeiträge in Fachzeitschriften und öffentlichen Medien.

### Ehrenamt
1980 gründete Weisbach im TuS Herchen die Abteilung Seniorensport sowie 1986 die Koronare Sportgruppe Windeck-Eitorf, außerdem die Tennisabteilung im TUS Herchen. Zwölf Jahre lang stand er dort als Sportarzt zur Verfügung und führte zeitweise Übungsabende durch. Seit 1980 ist Weisbach Vorstandsmitglied des Bürger- und Verschönerungsvereins Herchen. Im „Haus des Gastes“ baute er ein Dorfarchiv auf und organisierte Ausstellungen. 1994 gründete er mit der Unterstützung seines Patienten Hanns Dieter Hüsch den Verein „Windecker Matinee“ mit, dessen Ehrenvorsitzender er heute ist.
Weisbach hat mehrere Fachbücher und Bücher über seine Heimat veröffentlicht sowie Beiträge in den Jahrbüchern des Rhein-Sieg-Kreises.
Weisbach ist seit 2023 Mitglied im Verband Schriftsteller Deutschlands (VS)

## Werke
- Windeck – wie ich es sehe (Fotoband), Verlag Kunst im Keller, 1994, ISBN 978-3-9804131-0-7
- Windecker Skizzenbuch mit Gedichten von Walter Eberhard, Verlag Kunst im Keller, 1990, ISBN 978-3-9804131-1-4
- (Vom) Blitzauto zur Klümpchestante, Herchen 1997, Verlag Kunst im Keller, ISBN 3-9804131-3-6
- Dying Machines – Dying Metal (Fotoband), Rheinlandia Verlag, 1997, ISBN 978-3-931509-43-9
- Kontrapunkte, 2001
- Landzeichen mit Horst Schroeder (Zeichnungen), 2002
- Winterimpressionen (Fotoband)
- Herchen – Perle an der Sieg, Herchen 2011, Edition Blattwelt, ISBN 978-3-936256-48-2
- Thingplatz Herchen - Eine Spurensuche - Rückblick in Herchens Geschichte und die dunkle Vergangenheit eines unbequemen Denkmals, 2021, Verlag Kunst im Keller, Windeck, ISBN 978-3-9804131-4-5
- Zeitsprünge - Vom Flüchtlingskind zum Dorfdoktor, Verlag Kunst im Keller, Windeck, 2021, ISBN 978-3-00-067488-4
- St. Peter in Herchen - In Bild und Text durch seine spannende Geschichte, 2020,  mit Hildegard Simon-Kisky, Verlag Kunst im Keller, Windeck, ISBN 978-3-9804131-3-8

Fachbücher
- Hausbesuch im Wandel, Deutscher Ärzte-Verlag, Köln 1991
- Die ärztliche Krankenbetreuung im häuslichen Bereich, Hartmann medical edition, 1996, ISBN 3-929870-02-9
- „Doktor, ich brauche Ihre Hilfe“: Der Patient und sein Hausarzt, Medizin- und Medienverlag, München 2016, ISBN 978-3-9817921-0-2
- 33 Tage zwischen Bangen und Hoffen - Tagebuch eines Bestrahlten - Mit I-Pad Grafiken des Autors, BOD Verlag  2019, ISBN 978-3-7481-3640-8
- Zeitenwende Pandemie, Tagebuch einer Begegnung mit dem Coronavirus 2020/21. 2024, Verlag Galerie Kunst im Keller, ISBN 9783 9804131-7-6